# Triple Crown of Surfing

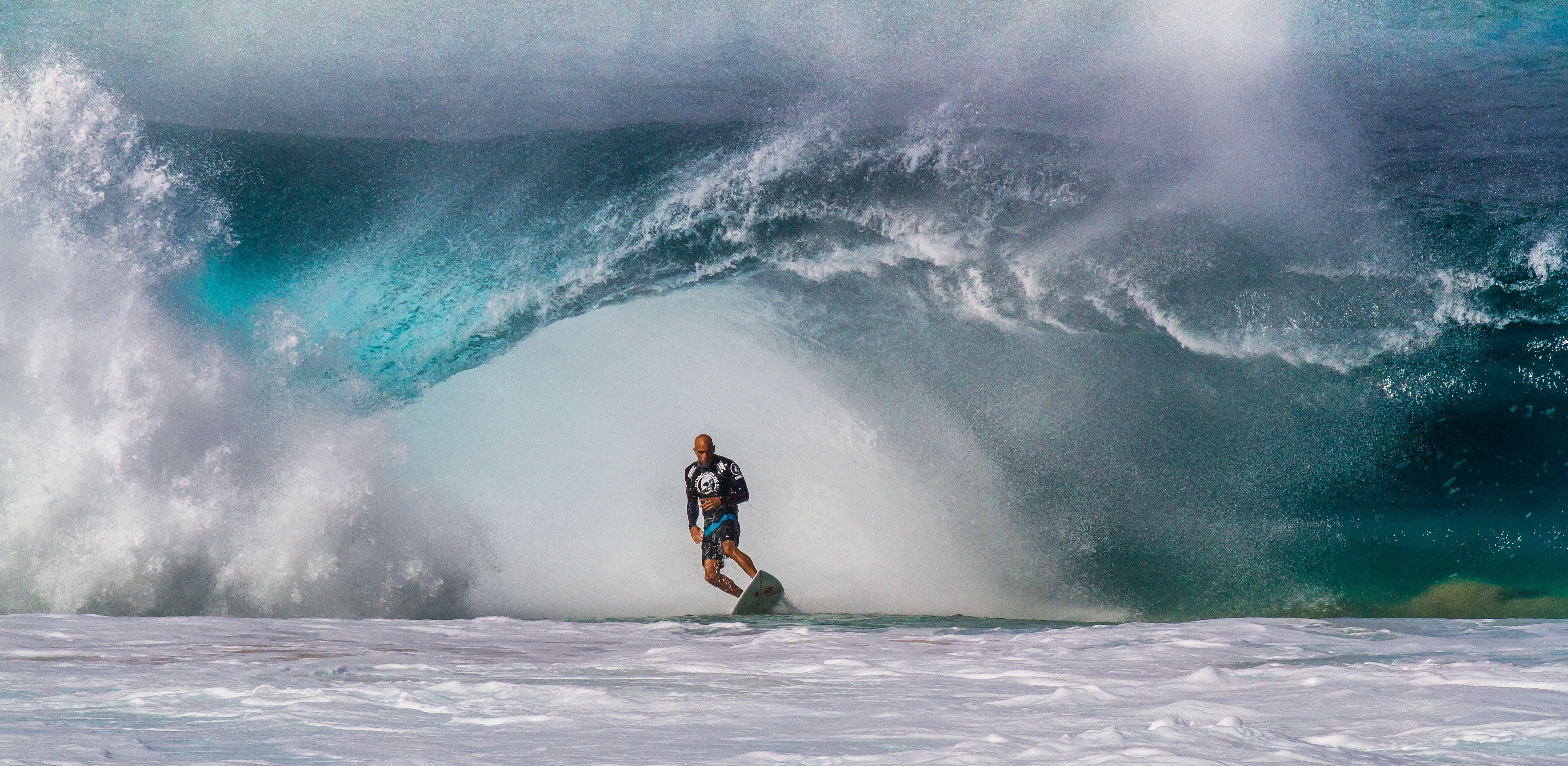
Pipeline – eine der drei Locations der Triple Crown of Surfing

Die Triple Crown of Surfing ist ein Wettbewerb im Wellenreiten, der jährlich an der North Shore der Hawaii-Insel Oʻahu veranstaltet wird. Er ist nach der Weltmeisterschaft im Surfen der wichtigste Wettbewerb dieses Sports und schließt die professionelle Surfing-Saison der Qualifying Series und der Championship Tour ab.

## Geschichte
Der Ursprung des kompetitiven Surfens hat seine Wurzeln in Hawaii, wo die hawaiische Urbevölkerung seit Jahrhunderten beim Wellenreiten zum Spaß gegeneinander antrat. Im Jahr 1953 organisierte der Waikiki Surf Club in Makaha auf Oahu den ersten internationalen Surfwettbewerb, die Makaha International Surfing Championships, bei dem eine Jury an die Surfer Punkte für deren Performance vergab. 1983 schuf der Surfer Fred Hemmings einen Wettbewerbstitel, der die drei großen auf Oahu stattfindenden Surfveranstaltungen, die Pipeline Masters, den World Cup of Surfing und die Hawaiian Pro vereinte, und verband sie zur Triple Crown of Surfing Series. Er versuchte damit die Aufmerksamkeit der Weltöffentlichkeit auf die wichtigsten Surfplätze auf Oahu zu lenken, die seiner Meinung nach die aufregendsten und besten der Welt sind. Dies geschah, nachdem die Association of Surfing Professionals (ASP) die North Shore Veranstaltungen aus ihrer Welttour gestrichen hatte. Im Jahr 1997 wurde eine Frauen-Division hinzugefügt. Das Fehlen von Sponsoren verhinderte jedoch häufig, dass sie teilnehmen konnten.

## Veranstaltungsorte
Die Triple Crown of Surfing findet jedes Jahr zwischen dem 12. November und dem 20. Dezember an drei Locations statt: das Hawaiian Pro am Aliʻi Beach Park in Haleʻiwa, der World Cup of Surfing an der Sunset Beach und das Pipeline Masters am ʻEhukai Beach Park, beide in Pūpūkea. Der Gewinner ist derjenige, der an allen drei Plätzen am besten surft.

## Preisgeld
Die Preisgelder für alle drei Veranstaltungen betragen insgesamt 1,15 Millionen US-Dollar. Der Gewinner der rund 170 Teilnehmer des Wettbewerbs erhält einen Bonus von 50.000 US-Dollar.

## Gewinner
| Jahr | Teilnehmer         | Land        | Teilnehmerin          | Land        |
| ---- | ------------------ | ----------- | --------------------- | ----------- |
| 2019 | Kelly Slater       | USA         | keine Frauen-Division |             |
| 2018 | Jessé Mendes       | Brasilien   | keine Frauen-Division |             |
| 2017 | Griffin Colapinto  | USA         | keine Frauen-Division |             |
| 2016 | John John Florence | Hawaii, USA | keine Frauen-Division |             |
| 2015 | Gabriel Medina     | Brasilien   | keine Frauen-Division |             |
| 2014 | Julian Wilson      | Australien  | keine Frauen-Division |             |
| 2013 | John John Florence | Hawaii, USA | keine Frauen-Division |             |
| 2012 | Sebastian Zietz    | Hawaii, USA | keine Frauen-Division |             |
| 2011 | John John Florence | Hawaii, USA | keine Frauen-Division |             |
| 2010 | Joel Parkinson     | Australien  | Stephanie Gilmore     | Australien  |
| 2009 | Joel Parkinson     | Australien  | Stephanie Gilmore     | Australien  |
| 2008 | Joel Parkinson     | Australien  | Stephanie Gilmore     | Australien  |
| 2007 | Bede Durbidge      | Australien  | Megan Abubo           | Hawaii, USA |
| 2006 | Andy Irons         | Hawaii, USA | keine Frauen-Division |             |
| 2005 | Andy Irons         | Hawaii, USA | Chelsea Hedges        | Australien  |
| 2004 | Sunny Garcia       | Hawaii, USA | keine Frauen-Division |             |
| 2003 | Andy Irons         | Hawaii, USA | Keala Kennelly        | Hawaii, USA |
| 2002 | Andy Irons         | Hawaii, USA | keine Frauen-Division |             |
| 2001 | Myles Padaca       | Hawaii, USA | keine Frauen-Division |             |
| 2000 | Sunny Garcia       | Hawaii, USA | keine Frauen-Division |             |
| 1999 | Sunny Garcia       | Hawaii, USA | Layne Beachley        | Australien  |
| 1998 | Kelly Slater       | USA         | Layne Beachley        | Australien  |
| 1997 | Michael Rommelse   | Australien  | Layne Beachley        | Australien  |
| 1996 | Kaipo Jaquias      | Hawaii, USA | keine Frauen-Division |             |
| 1995 | Kelly Slater       | USA         | keine Frauen-Division |             |
| 1994 | Sunny Garcia       | Hawaii, USA | keine Frauen-Division |             |
| 1993 | Sunny Garcia       | Hawaii, USA | keine Frauen-Division |             |
| 1992 | Sunny Garcia       | Hawaii, USA | keine Frauen-Division |             |
| 1991 | Tom Carroll        | Australien  | keine Frauen-Division |             |
| 1990 | Derek Ho           | Hawaii, USA | keine Frauen-Division |             |
| 1989 | Gary Elkerton      | Australien  | keine Frauen-Division |             |
| 1988 | Derek Ho           | Hawaii, USA | keine Frauen-Division |             |
| 1987 | Gary Elkerton      | Australien  | keine Frauen-Division |             |
| 1986 | Derek Ho           | Hawaii, USA | keine Frauen-Division |             |
| 1985 | Michael Ho         | Hawaii, USA | keine Frauen-Division |             |
| 1984 | Derek Ho           | Hawaii, USA | keine Frauen-Division |             |
| 1983 | Michael Ho         | Hawaii, USA | keine Frauen-Division |             |